# راگا (بوتان)
راگا (به لاتین: Raga) یک منطقهٔ مسکونی در بوتان (کشور) است که در استان پارو واقع شده‌است.